# Hernádszentandrás
Hernádszentandrás es un pueblo ubicado en el distrito de Encs, en el condado de Borsod-Abaúj-Zemplén, Hungría.

## Superficie
Posee una superficie de 7,040 kilómetros cuadrados.

## Demografía
Hasta 2019 la población era de 418 habitantes, con una densidad de población de 59,38 habitantes por kilómetro cuadrado.